# Список Героев Советского Союза (Иваново)
Список Героев Советского Союза, родившихся и живших в городе Иваново.

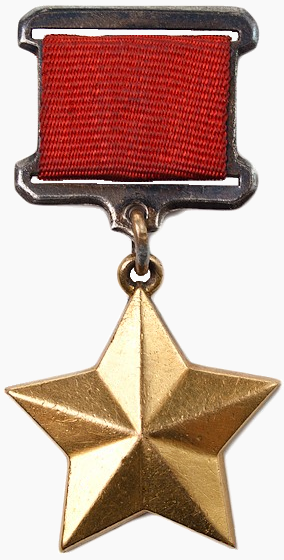
Медаль «Золотая Звезда» — вручалась Героям Советского Союза

## А
- Александров, Геннадий Петрович — родился в Иванове.
- Антонов, Василий Петрович — жил в Иванове.
- Анчугов, Александр Галактионович — жил и работал в Иванове слесарем-механиком комбината «Росторгмонтаж».

## Б
- Бабанов, Иван Дмитриевич — родился в Иванове.
- Белороссов, Владимир Александрович — родился в Иванове.
- Боровков, Орест Николаевич — родился в Иванове.

## В
- Веселов, Василий Иванович — жил в Иванове.
- Волков, Александр Павлович — перед войной работал на одной из ткацких фабрик города Иваново.

## Г
- Гласко, Евгений Юлианович — в 1936 году окончил Ивановский строительный техникум.
- Горбачёв, Иван Петрович — с 1951 года жил в Иванове.
- Грудинин, Василий Семёнович — родился в Иванове.

## Д
- Дельцов, Павел Андреевич — родился в Иванове.
- Дубровин, Михаил Яковлевич — жил в Иванове.

## Ж
- Жидков, Пётр Анфимович — родился в Иванове.

## З
- Захаров, Константин Фёдорович — родился в Иванове.

## К
- Крупинов, Пётр Никифорович — жил в Иванове.
- Куликов, Василий Иванович — родился в Иванове.

## Л
- Лазарев, Сергей Иванович — жил в Иванове.
- Лобанов, Иван Михайлович — жил в Иванове.

## М
- Матросов, Александр Алексеевич — родился в Иванове, работал поммастера на фабрике им. Балашова.
- Милованов, Алексей Михайлович — родился в Иванове.
- Митрохин, Василий Борисович — жил в Иванове.

## Н
- Николаенков, Игорь Дмитриевич — жил в Иванове.

## П
- Петрачков, Павел Иванович — родился в Иванове.

## Р
- Ромин, Василий Александрович — родился в Иванове.

## С
- Сахаров, Павел Иванович — родился в Иванове.
- Столяров, Александр Никанорович — родился в Иванове.
- Ступишин, Михаил Протасович — жил в Иванове.
- Сыромятников, Борис Павлович — жил в Иванове, учился в строительном техникуме и аэроклубе.
- Сыромятников, Николай Иванович — жил в Иванове.

## Т
- Тарасов Георгий Григорьевич - жил в Иванове.
- Тарасов, Алексей Кондратьевич - жил в Иванове.
- Тарловский, Василий Иванович — жил в Иванове.
- Тебеньков, Анатолий Никифорович — жил в Иванове.
- Тяпушкин, Алексей Александрович — жил в Иванове.

## Ф
- Фёдоров, Аркадий Васильевич — родился в Иванове.

## Х
- Хлебников, Николай Михайлович — жил в Иванове.
- Хухрин, Алексей Васильевич — родился в Иванове.